# شهرستان بون (کنتاکی)
شهرستان بون، کنتاکی (به انگلیسی: Boone County, Kentucky) یک سکونتگاه مسکونی در ایالات متحده آمریکا است که در کنتاکی واقع شده‌است.